# August Andersson (missionär)
August Andersson ("Alaska-Andersson"), född den 26 januari 1860 i Sunne, Värmland, död den 31 juli 1944 i Götlunda, var missionär i Alaska för Svenska Missionsförbundet. 
Andersson genomgick Missionsskolan, Kristinehamn 1883–1884. Han avskildes till missionär den 25 februari 1889 och reste samma år till Alaska. Han kom då att arbeta för det Amerikanska Missionsförbundet, som 1889 tagit över missionsarbetet i Alaska. De svenska och amerikanska missionärerna påbörjade ett arbete som lade grunden till Evangelical Covenant Church of Alaska.